# Staatliche Universität Gawar
Die Staatliche Universität Gawar ist eine staatlich getragene Universität mit Sitz in Gawar in der Provinz Gegharkunik der Republik Armenien. Gegründet wurde die Universität im Jahr 1993.

## Fakultäten
Die Universität verfügt (Stand 2019) über folgende Fakultäten:
- Philologische Fakultät
- Naturwissenschaftliche Fakultät
- Geisteswissenschaftliche Fakultät
- Fakultät für Wirtschaft